# Кадь
Кадь, оков — міра сипких тіл, в основному зерна, на Русі, застосовувалася в XVI—XVII століттях, і частково пізніше. Словом «кадь» у Стародавній Русі називали діжку, кадіб.
Назва походить від каді — спеціально пристосованої великої діжки для вимірювань. Діжка була обтягнута зверху металевим обручем, «щоб не можна було урізати» (тобто, обрізати верх неокованої каді і відпускати за ту ж плату менше зерна).

## Розмір і співвідношення
- 1 кадь (оков) = 2 половникам (половинкам) = 4 чвертям = 8 осьминам = 839,69 л (= 14 московським пудам жита = 229,32 кг)
- Каддю називалася торгівельна міра в 4 чверті.

У різних областях розмір каді міг бути різним:
- Тульська — осмина, 4 четверики;
- Пермська — те ж, на вагу, 4 пуди;
- Калузька, костромська — 3 четверики;
- Владимирська — полосминника, 2 четверики.

На практиці кадь була занадто велика, і зерно зазвичай купували чвертями.